# Eric Marcusson
Eric Marcusson, folkbokförd Erik Ragnar Markusson, född 22 december 1918 i Hedesunda församling i Gävleborgs län, död 18 oktober 1998 i Västerås Lundby församling i Västmanlands län, var en svensk ombudsman och socialdemokratisk politiker.
Marcusson var ledamot av andra kammaren 1969–1970. Han var också ledamot av den nya enkammarriksdagen från 1971, invald i Västmanlands läns valkrets. Eric Marcusson är gravsatt i minneslunden på Hubbo nya kyrkogård.